# Trägergestütztes Flugzeug

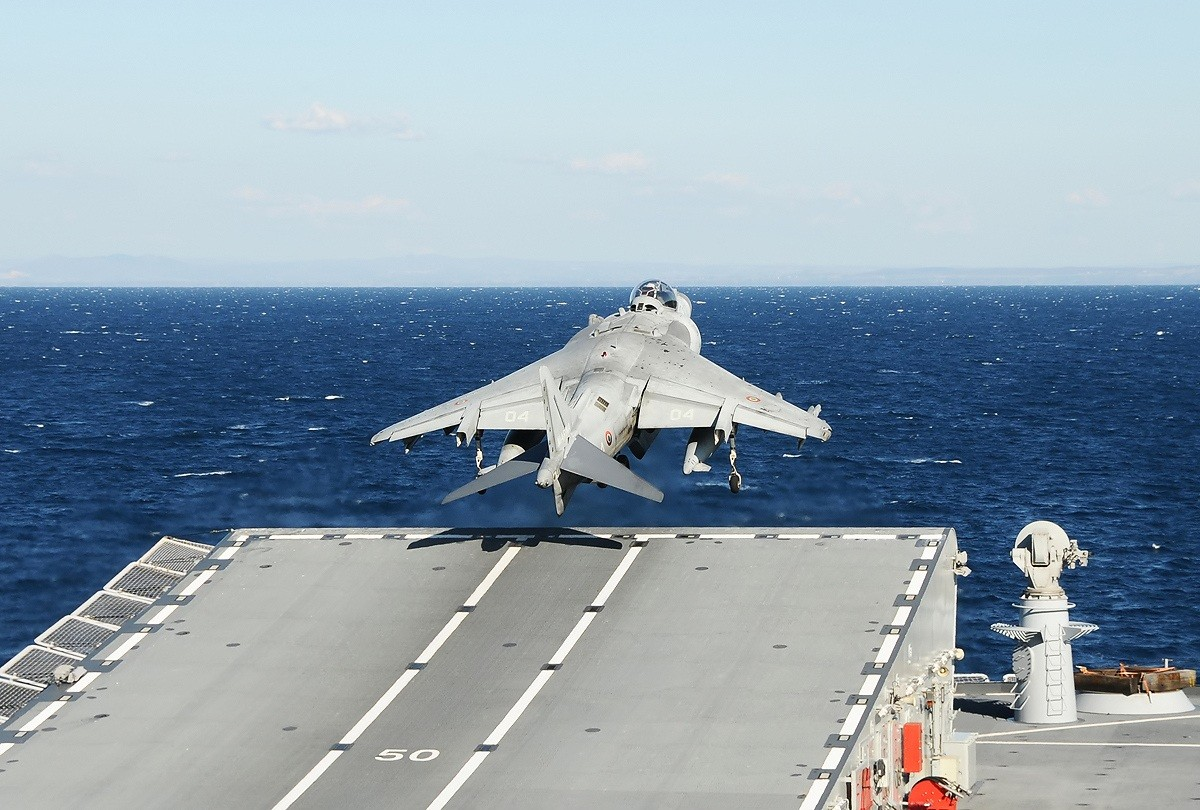
Eine AV-8B hebt von der Cavour ab

Trägergestützte Flugzeuge sind Marineflieger, die speziell für den Einsatz von Flugzeugträgern aus eingerichtet sind, wobei die genauen Anforderungen von dem jeweils verwendeten Trägerkonzept abhängen. Zur Zusatzausrüstung gehören vor allem ein Fanghaken am Heck, um das Flugzeug mit Hilfe der Fangseile an Deck eines Flugzeugträgers nach der Landung rasch zum Stillstand zu bringen, außerdem ein verstärktes Fahrwerk, um den größeren mechanischen Belastungen bei den harten Deckslandungen gewachsen zu sein. In diesen Fällen spricht man von einem CATOBAR- oder STOBAR-Prinzip. Zum Betrieb auf einem Träger nach CATOBAR benötigt ein Flugzeug weiterhin eine Vorrichtung zum Start mittels Katapult. Träger, die nach dem STOVL-Prinzip betrieben werden, setzen in der Regel Senkrechtstarter als Flugzeuge ein, die üblicherweise mit kurzem Anlauf mit oder ohne Sprungschanze (ski jump) starten und senkrecht landen. Faltbare Tragflächen sind hilfreich für eine kompaktere Unterbringung. Trägergestützte Flugzeuge können problemlos von Land aus eingesetzt werden, landgestützte Flugzeuge jedoch nicht ohne weiteres an Bord von Flugzeugträgern. Viele landgestützte Militärmaschinen haben zwar ebenfalls Fanghaken, die aber nur im Notfall und dann auch nur auf einer Landebahn zum Einsatz kommen.

## Moderne trägergestützte Flugzeuge im aktiven Dienst

### Im aktiven Dienst

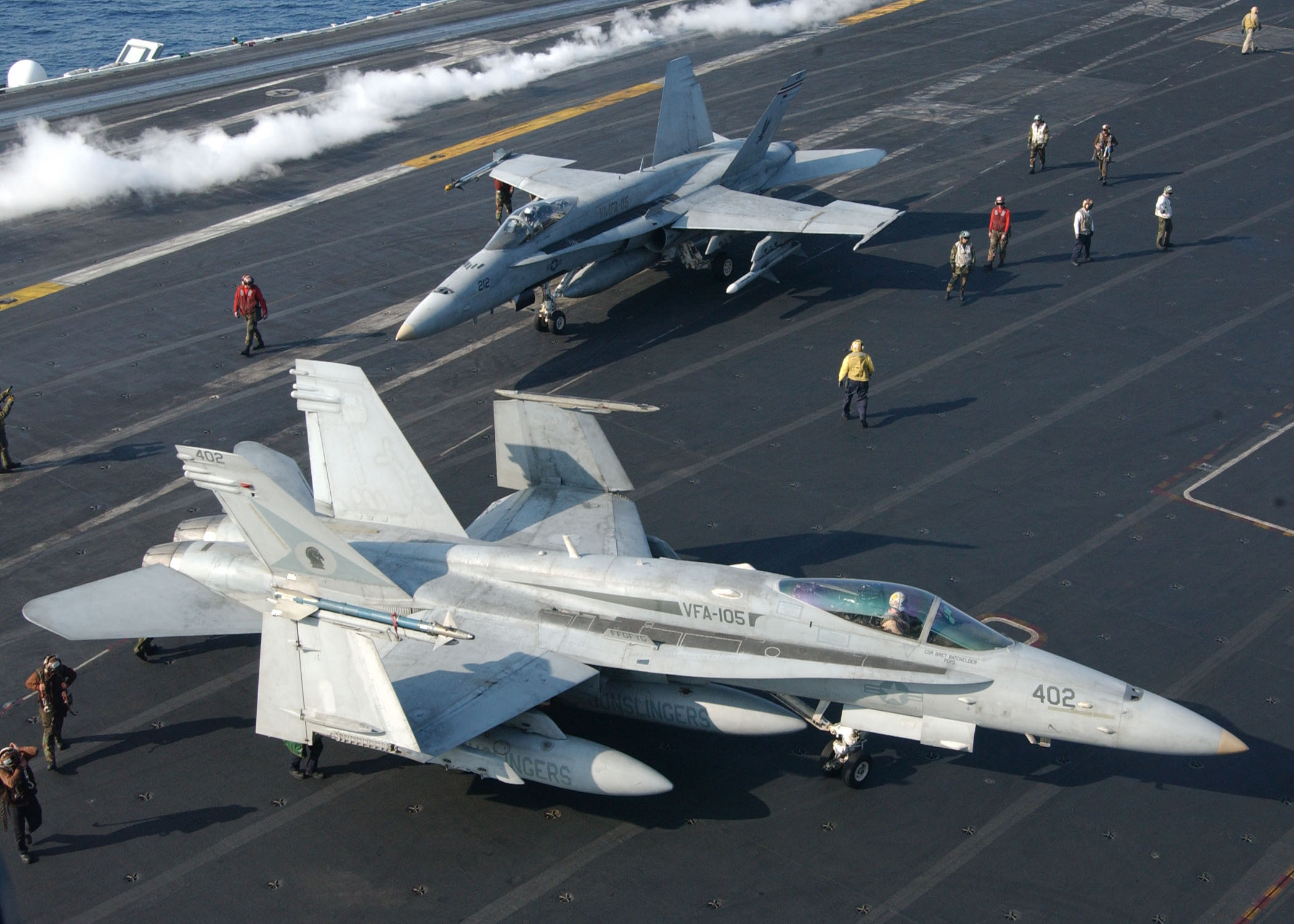
F/A-18 Hornets

- McDonnell Douglas F/A-18 Hornet
- Boeing EA-18G Growler
- Boeing F/A-18E/F Super Hornet
- Bell-Boeing V-22 Osprey
- Dassault Rafale M
- Grumman C-2 Greyhound
- Grumman E-2 HawkeyeE2-C Hawkeye

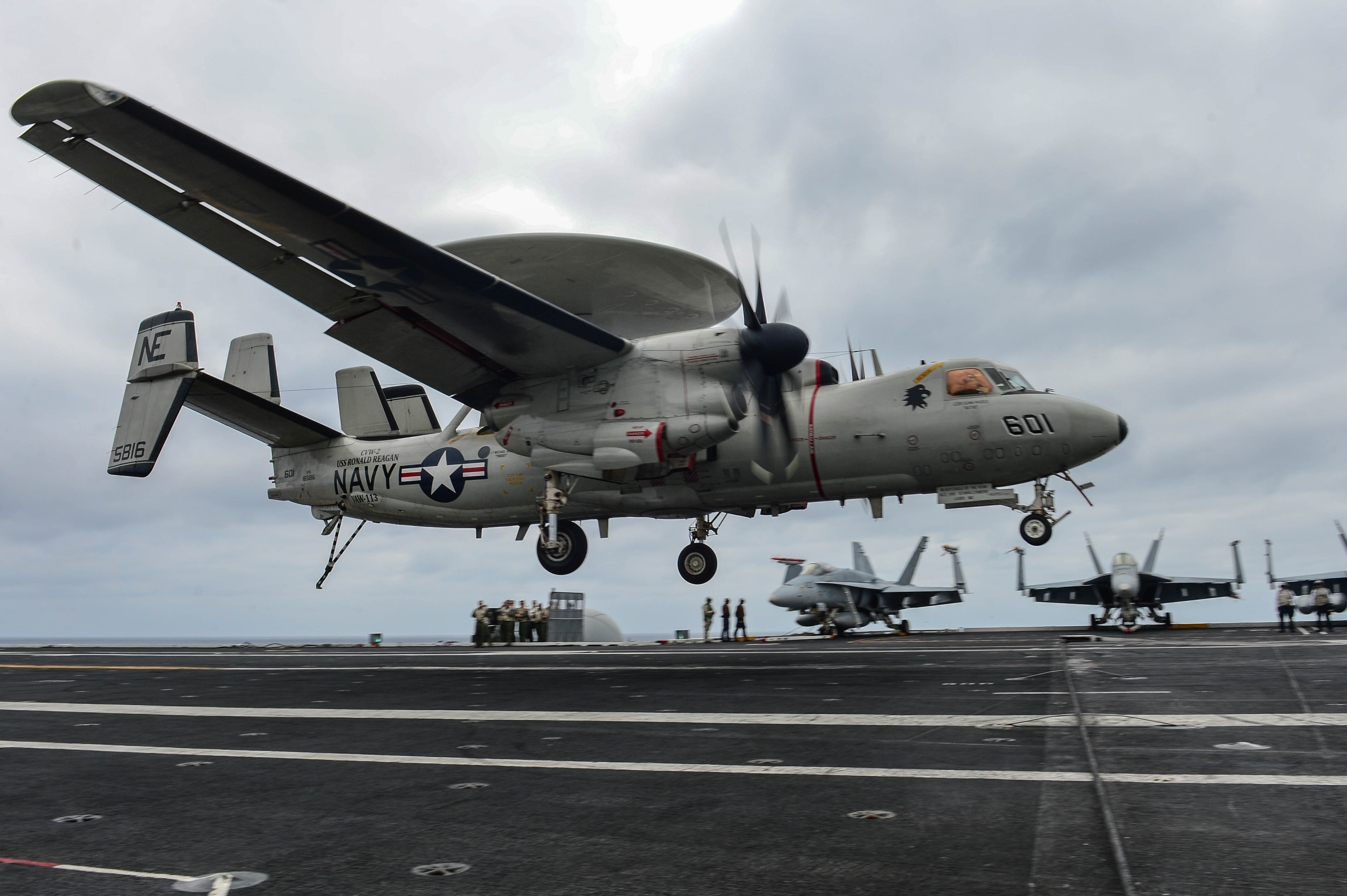
E2-C Hawkeye

- McDonnell Douglas AV-8B Harrier II
- Mc Donnell Douglas T-45 Goshawk
- MiG-29K
- Suchoi Su-25UTG/UBP
- Suchoi Su-33
- Shenyang J-15
- Lockheed Martin F-35

### In Entwicklung

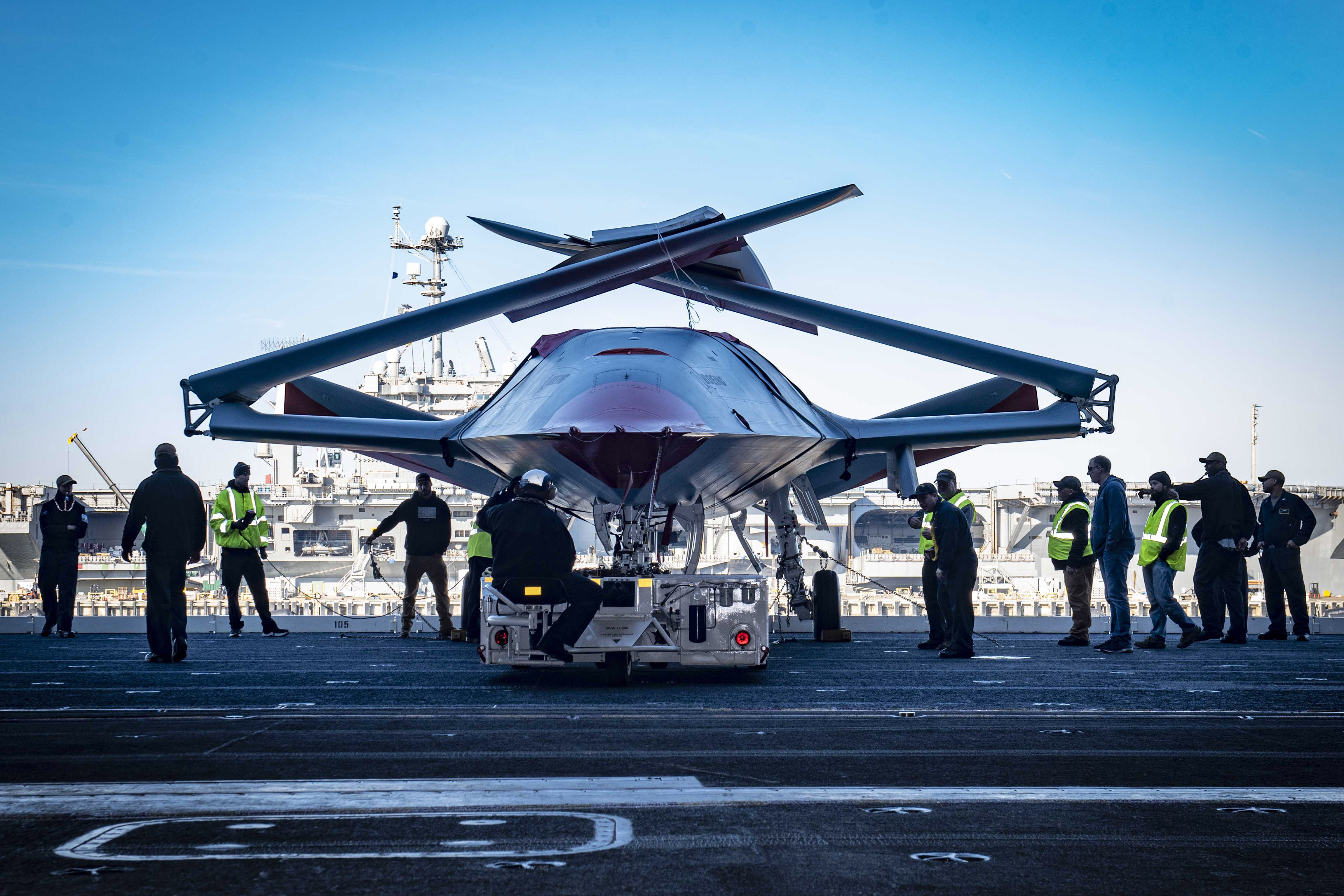
Boeing MQ-25

- HAL Naval Tejas